# Anastrophyllaceae
Anastrophyllaceae là một họ rêu trong bộ Jungermanniales.